# Cheval en Macédoine du Nord
Le cheval en Macédoine du Nord (macédonien : коњ / konj) est surtout représenté par l'élevage de la race commune des montagnes des Balkans. La Macédoine du Nord compte environ 19 000 chevaux en 2016. Le transport avec des chevaux reste présent dans toutes les zones de montagne du pays, principalement avec un bât. Le tourisme équestre s'est également développé. 

## Histoire
Le cheval est présent en Macédoine du Nord dès l'Antiquité.
Hérodote rapporte que les habitants des villages lacustres de la Macédoine du Nord nourriraient leurs chevaux et leur bétail de poisson ; cette information a été confirmée via des analyses radio-isotopiques menées par Theodore G. Antikas à Síndos, qui ont révélé la présence de protéines de poisson dans l'alimentation chevaline antique.
En 2008, le département d'agriculture de Macédoine du Nord demande qu'un programme d'élevage soit créé pour toutes les races animales domestiques du pays. La majorité des 19 000 chevaux macédoniens recensés en 2016 sont croisés avec des races européennes et avec l'Arabe.

## Pratiques et usages

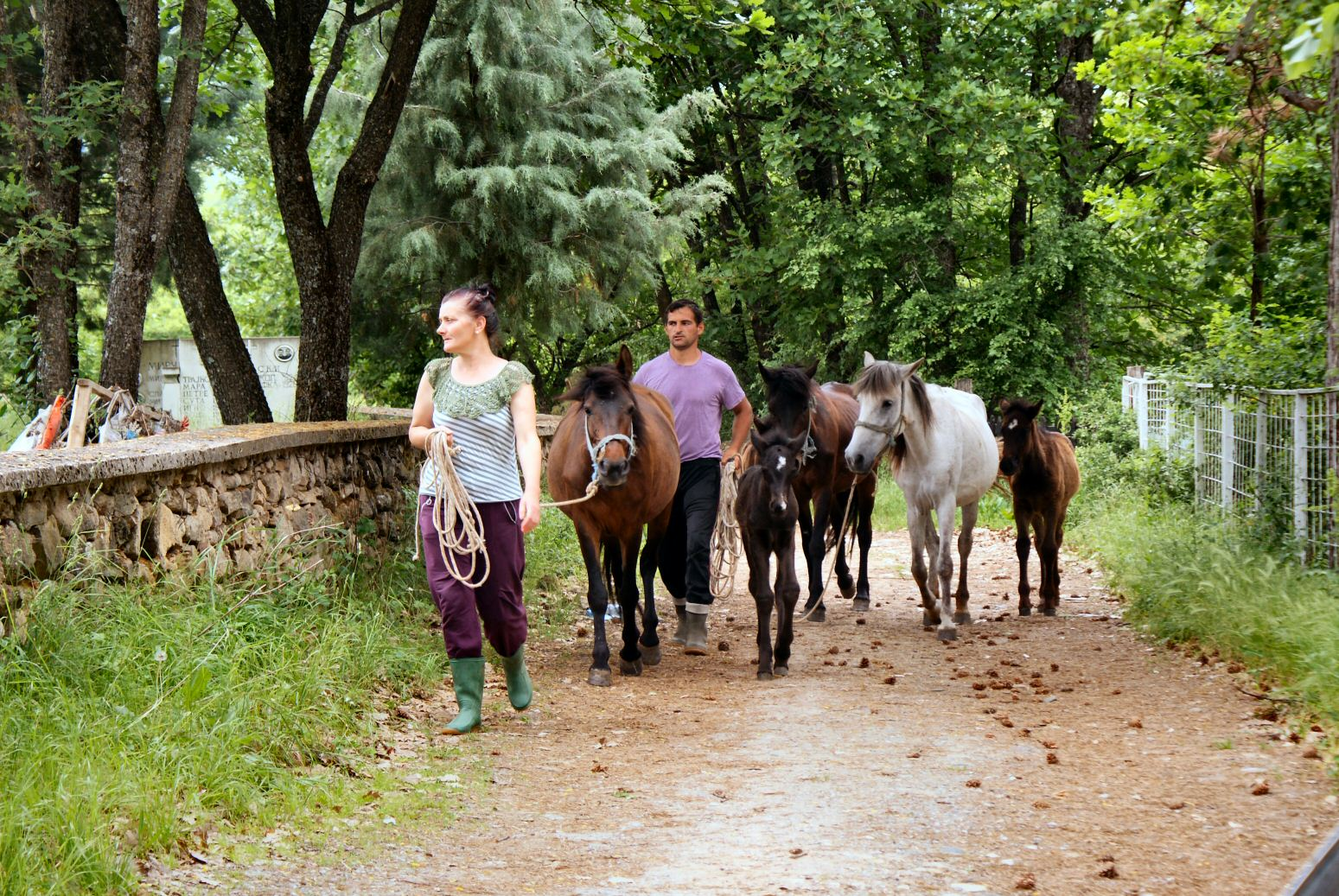
Chevaux menés en main.

Les chevaux macédoniens servent encore de moyen de transport, mais essentiellement dans les régions montagneuses du pays.
Le tourisme équestre est présent, notamment avec la randonnée équestre en montagne. Le cheval accompagnant les randonneurs peut être bâté.

## Élevage

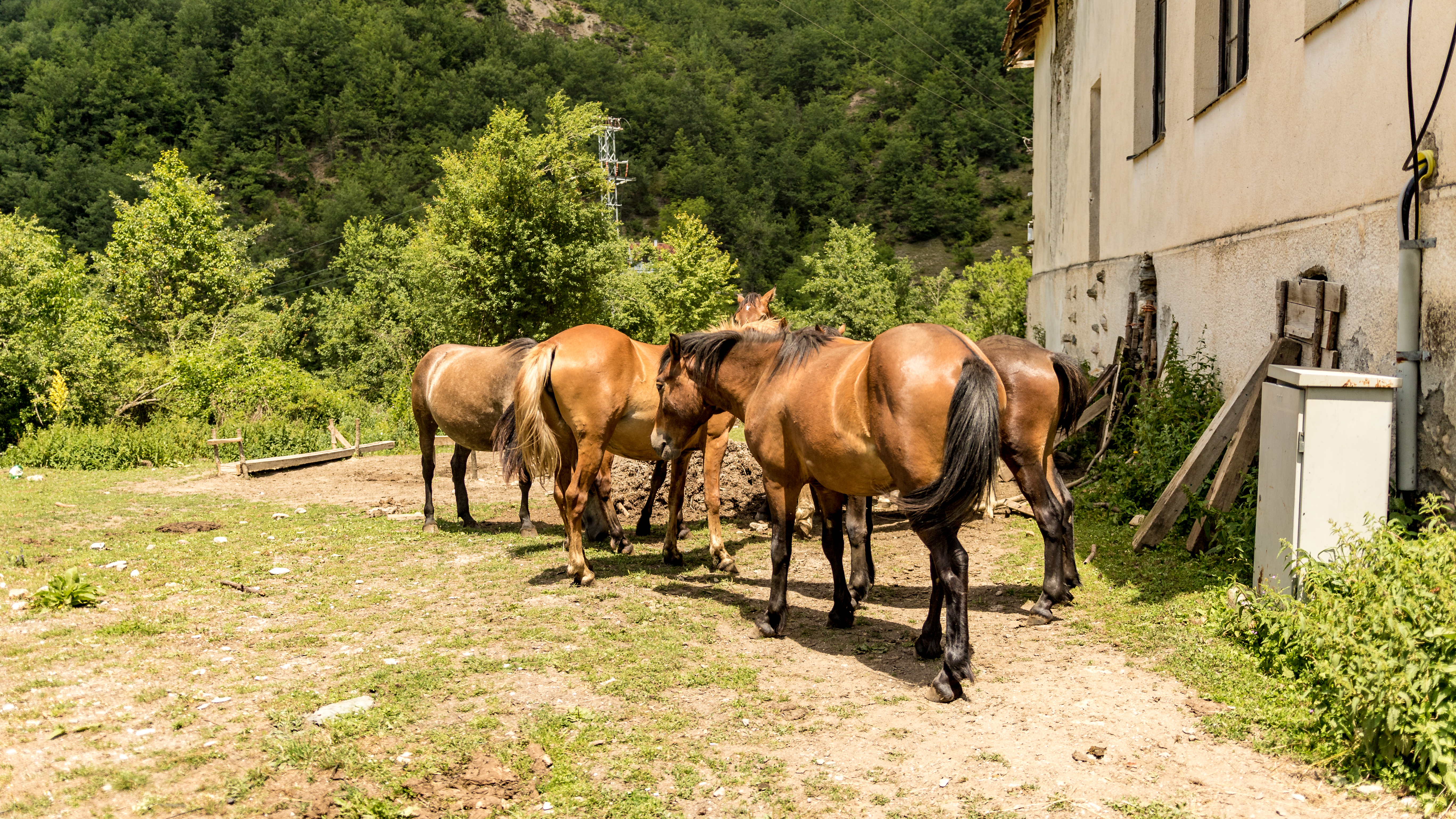
Chevaux de montagne de Macédoine du Nord.

La base de données DAD-IS ne répertorie aucune race de chevaux comme étant spécifique à la Macédoine du Nord.
Cependant, en 2015 et 2016, une race du « cheval domestique des montagnes » est caractérisée en Macédoine du Nord, à partir de l'étude de 220 chevaux trouvés dans les régions montagneuses centrales. Ces chevaux locaux sont réputés similaires à la race du Bosnien,, et sont nommés localement des « poneys de Macédoine ». La dénomination de « cheval domestique des montagnes » ou de « cheval de montagne des Balkans » (anglais : Balkan Mountain Horse) a été proposée comme nom transfrontière, pour permettre de désigner l'ensemble de ces populations chevalines propres aux montagnes des Balkans.
La taille moyenne de ces chevaux caractérisés en 2016 est de 1,25 m, une petite taille attribuée à un environnement particulièrement rigoureux. Le poids moyen à l'âge adulte est de 300 kg chez les mâles et 250 kg chez les femelles. La préoccupation des autorités de Macédoine du Nord est de parvenir à créer un programme d'élevage commun avec des caractéristiques flexibles, pour permettre à tous les pays des Balkans de travailler à une sélection commune de cette race. Le programme prévoit de favoriser des chevaux plus grands (de plus d'1,25 m), tout en poursuivant une sélection en race pure.

### Maladies et parasitisme
Les chevaux de Macédoine du Nord peuvent être touchés par diverses maladies infectieuses, dont l'encéphalite de Borna.

## Culture
La Macédoine du Nord revendique l'héritage du Royaume de Macédoine, ce qui inclut le conquérant Alexandre le Grand et son cheval légendaire Bucéphale. 
La statue du guerrier à cheval est une statue équestre érigée à Skopje en 2011, qui devait initialement être intitulée en référence à Alexandre le Grand sur Bucéphale, mais qui a été re-nommée après recommandation de l'Union européenne pour faciliter les relations avec la Grèce, dont le territoire inclut la majeure partie de l'antique Royaume de Macédoine,. Malgré ce changement de nom, la représentation d'Alexandre sur sa monture reste claire.